# Imre Kemecsey
Imre Kemecsey (Budapeste, 11 de fevereiro de 1941) é um ex-canoísta  húngaro especialista em provas de velocidade.

## Carreira
Foi vencedor da medalha de prata em K-1 4x500 m em Roma 1960, junto com os colegas de equipa Imre Szöllősi, András Szente e György Mészáros.